# Urânia
Urânia là một đô thị ở bang São Paulo của Brasil. Urânia nằm ở vĩ độ 20º14'46" độ vĩ nam và kinh độ 50º38'35" độ vĩ tây, trên khu vực có độ cao 458 m. Dân số năm 2004 ước tính là 8.865 người. 
Xa lộ SP-320 chạy qua đô thị này.